# Universitat de Mòdena

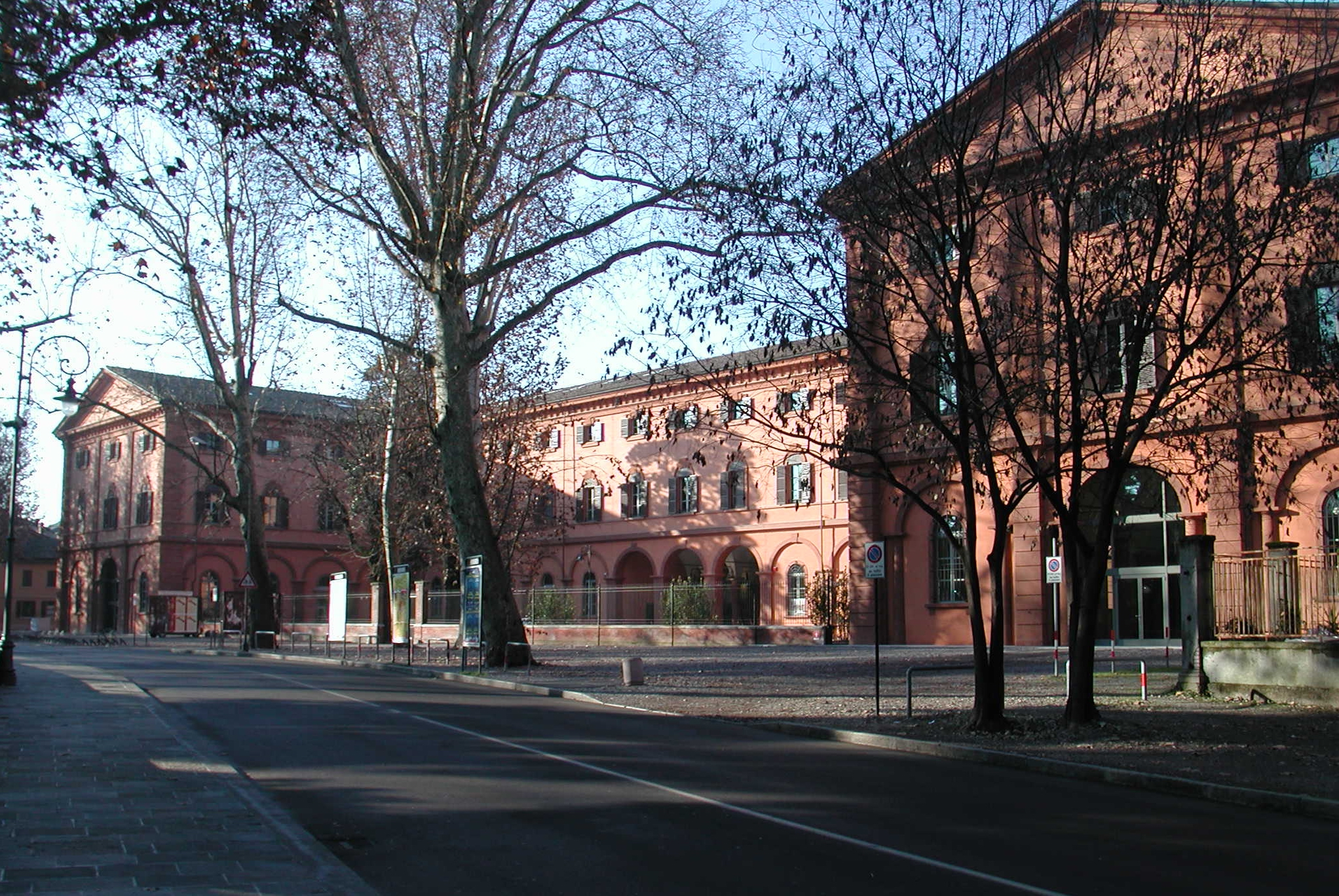
Imatge de la universitat.

La Universitat de Mòdena, en italià Università di Modena e Reggio Emilia (amb l'acrònim: UniMoRe) i en llatí: Universitas Studiorum Mutinesis et Regiensis, és una Universitat estatal d'Itàlia que té la seu a la ciutat de Mòdena i Reggio Emilia.
Té 19.931 estudiants (curs 2013/14).
El seu antecedent és el Studium mutinensis fundat pel municipi el 1175 amb l'anomenada de Pillio da Medicina de la Bolonya. l'studium es va tancar el 1338, quan va ser substituïda per tres lectorats públics que donaven diplomes però van ser suspesos l'any 1590 per manca de diners. Es va establir a Mòdena un estudi universitari només a partir de l'any 1682.
El pol acadèmic de Reggio Emilia, tradicionalment, es fa sorgir de la fundació d'un studium, a càrrec del municipi el 1188, però una autèntica universitat només la va tenir l'any 1752 fins al 1772, Reggio Emilia l'any 1998 es va fusionar amb el pol universitari de Mòdena i va donar lloc a l'actual Università di Modena e Reggio Emilia.

## Organització
Per la reforma de 2010:
- en el centre de la ciutat:
  - Economia Marco Biagi
  - Dret
  - Estudis lingüístics i culturals
- Policlínic de Mòdena
- Enginyeria Enzo Ferrari